# 副主教
副主教是一個在施行主教制的教會內之行政職位，沒有治理權。

## 聖公會
在聖公宗教會內，副主教（Suffragan Bishop，或釋作副會督）在三級聖品制中，是主教一級。有一些副主教擔任教區副主教，作為教區主教的全職助理；有一些副主教是教區內其中的分區主教。例如：加拿大聖公會多倫多教區的余天錫主教就是約克-士加堡分區的副主教；前中華聖公會港粵教區的莫壽增副會督就是廣東主教（會督）。
副主教在普世聖公宗的角色接近等同天主教會的輔理主教（auxiliary bishop）。

## 天主教

天主教副主教使用之徽章

在天主教會裡，副主教是教區正權主教的全職助理，其拉丁文原名（簡稱），意為「總代理」或「總代表」。在三級聖品制中，副主教是屬鐸品而非主教品，此乃最初中文的誤譯所致。
正權主教必須要在他的教區內委任最少一名副主教。副主教在教區內會代行主教的行政權力來處理教區日常事務，扮演着除正權主教外，另一位去處理教區日常事務的主要角色。副主教一定要由已晉鐸品或以上品級之神職人員擔任。在東儀天主教會內，相等的職位叫做「protosyncellus」。
與副主教類似的身份，還有一種叫主教代表（episcopal vicar）。一位教區主教也可以為教區任命一位或多位主教代表。他們與副主教享有同樣的教區首長權力，但是，它被限制於教區的特定區域，限制於特定的活動類型，限制於特定禮儀的信友，或限制於人們的某些群體。 (canon 476 of the Code of Canon Law) 在東儀天主教會中，他們被稱為「Syncelli」 (canon 191 of the Code of Canons of the Eastern Churches)。
另外根據《天主教法典》規定，當一個教區有助理主教或輔理主教時，他便要同時兼任副主教（輔理主教可以以主教代表代替）。